# Gianpiero Samorì
Gianpiero Samorì (né le 25 mai 1957 à Montese) est un homme politique italien, fondateur en novembre 2012 des Moderati in Rivoluzione (MIR) qui a conflué dans la nouvelle Forza Italia fin 2013.